# Jaguarundi
El jaguarundi (Herpailurus yagouaroundi) és una espècie de carnívor de la família dels fèlids. La seva distribució s'estén per gran part de les Amèriques i va des de la meitat nord de l'Argentina fins a gairebé l'extrem meridional dels Estats Units. Fa uns 60 cm de llargada corporal i té una cua de 45 cm. Pesa 6 kg. A diferència de la majoria de fèlids, és predominantment diürn.